# ガース・ウィリアムズ
ガース・モンゴメリー・ウィリアムズ（Garth Montgomery Williams  1912年4月16日 - 1996年5月8日）は、アメリカ合衆国のイラストレーター。児童書、絵本の挿絵で知られ、『シャーロットのおくりもの』『大草原の小さな家』の写実的な挿絵や『しろいうさぎとくろいうさぎ』『おやすみなさい フランシス』の動物の毛の柔らかい質感が特徴的である。

## 生涯
ガース・ウィリアムズはニュージャージーとカナダの農場で育った。彼は10歳の時、家族とともに英国に移住し、そこで建築を学び、建築家の助手の職を得る。しかし1929年に世界大恐慌が始まると進路を変え、同年ロンドンのウェストミンスター美術学校に入学。次いでロイヤル・カレッジ・オフ・アート（英国王立芸術大学院、Royal College of Art）の奨学金を獲得し、1931年から4年間学ぶ。1935年にロンドンの美術学校Luton School of Artの校長を務めるが、翌1936年にフランスの奨学金付留学制度ローマ賞を受賞し、イタリアなどで美術を学ぶ。
第二次世界大戦中は英国赤十字団体（British Red Cross Civilian Defense）に加わり病院で活動するが、ロンドン大空襲で負傷。1941年にアメリカに戻り、雑誌『ザ・ニューヨーカー』でイラストレーションを描くなどしていた。このとき同社のライターを務めていたE・B・ホワイトと知り合い、彼の児童書『スチュアートの大ぼうけん』（1945年）と『シャーロットのおくりもの』（1952年）の挿絵を担当することとなる。
1946年にはマーガレット・ワイズ・ブラウンの『ちっちゃなほわほわかぞく』（Little Fur Family）にも挿絵を書いている。1950年代初め、ウィリアムズはブラウンと組んで、ドラッグストアの店頭などで25セントで買える廉価な子ども向けの本『リトル・ゴールデン・ブックス』シリーズから絵本を次々上梓。これら廉価本は、児童書の世界で大きな発言権を持っていた図書館員たちからは低い評価しか与えられなかったが、アメリカ中の親子から広く愛されることとなった。
ウィリアムズはハーパー社のウルスラ・ノールストゥラムからローラ・インガルス・ワイルダーの『大きな森の小さな家』・『大草原の小さな家』シリーズの新版のために挿絵を依頼されて、これを引き受ける。ウィリアムズは挿絵を描くに先立って、1947年、インガルス一家が通った道を実際にたどって回り、物語の舞台を実際に確かめ、ローラ本人や土地の人々から当時の模様を聞くなど、丹念な取材をおこなっている。シリーズ全8巻は1953年に出版された。
アメリカ図書館協会がすぐれた児童文学の作家や挿絵画家に贈る「ローラ・インガルス・ワイルダー賞（Laura Ingalls Wilder Medal、1954年から）のメダルのイラストはウィリアムズのデザインである が、ウィリアムズ自身はこの賞を贈られることはなかった。
1959年から1966年にかけて刊行されたマージェリー・シャープの『ミスビアンカ』シリーズ最初の4冊のイラストも担当した。もっともその後の版では、ウィリアムズによる当初のイラストは、ディズニー映画『ビアンカの大冒険』（1977年）のイメージに圧倒されてしまっている。
ウィリアムズは他の作家の本に挿絵を書くだけでなく、自ら絵と文の両方を担当した絵本も出している。『しろいうさぎとくろいうさぎ』は白と黒のコントラストが印象的な作品だが、異人種間結婚を連想させるとして論争を呼んだ。また、それほど論争を呼ばなかった『農場の動物の赤ちゃんたち』『ベンジャミンのぼうけん』『ベンジャミンのたからもの』『赤ちゃんの最初の本』等も上梓している。
ウィリアムズは後半生は、もっぱらメキシコ、グアナフアト州の西にある小さな町Marfilで暮した。メキシコ植民地の銀工場跡地に家を建て、あるいは改築して住んだコロニー集団の一員であった。ギターの名手でバンジョーを弾くこともあった。ロンドンでのアートスクール時代には大道芸の語り手でもあった。
4度結婚し、5人の娘と1人の息子をもうけている。1996年にメキシコのグアナフアトで死去。84歳だった。

## 主な作品
ウィリアムズは数多くの著者に挿絵を提供し、また自身で文と絵を手掛けた絵本も出版した。ここでは邦訳されている本を中心に掲示する。

### 挿絵を担当した本
- E・B・ホワイトの最初と2冊目の児童書の挿絵を担当。
  - スチュアートの大ぼうけん（1945年）（映画『スチュアート・リトル』の原作）
  - シャーロットのおくりもの（Harper Collins, 1952年）
- マーガレット・ワイズ・ブラウンと組んで『リトル・ゴールデン・ブックス』シリーズなど多数の絵本を出版。
  - Little Fur Family（1946年）（邦題『ちっちゃなほわほわかぞく』）
  - Mister Dog: The Dog Who Belonged to Himself (Golden Press, 1952)（邦題『ミスタードッグ ぼくは ぼくだけの ぼく』）
  - セイラー・ドッグ
  - Scuppers the Sailor Dog (Little Golden Books, 1953)（邦題『キャプテンうみへいく』）
  - The Friendry Book (Golden Press, 1954年）
  - Fox Eyes (Pantheon, 1951)（邦題『キツネが コッホン』）
  - Three Little Animals (Harper & Brothers, 1956)（邦題『さんびきのちいさいどうぶつ』）
  - ちゃいろのうさぎとしろいうさぎいっしょにすもうね
  - Home for a Bunny (Golden Press, 1956)（邦題『うさぎのおうち』）
  - だからそっとおやすみなさい
  - Wait till the Moon is Full (Harper & Brothers, 1948)（ 邦題『まんげつのよるまでまちなさい』）
- マージェリー・シャープの『ミスビアンカ』シリーズ、最初の4冊のイラストを担当。
  1. The Rescuers (William Collins Sons, 1959年 原題は「救助者たち」の意味)（邦題『小さな勇者たちのぼうけん』または『くらやみ城の冒険』）
  2. Miss Bianca (William Collins Sons, , 1962年)（邦題『ミス・ビアンカの冒険』または『ダイヤの館の冒険』）
  3. The Turret (William Collins Sons, 1963年)（邦題『ひみつの塔の冒険』）
  4. Miss Bianca in the Salt Mines (William Heinemann, 1966)（邦題『地下の湖の冒険』）
- ローラ・インガルス・ワイルダー の『大きな森の小さな家』・『大草原の小さな家』シリーズの新版全8巻（1953年）の挿絵を担当
  1. Little House in the Big Woods（邦題『大きな森の小さな家』）
  2. Farmer Boy（邦題『農場の少年』）
  3. Little House on the Prairie （邦題『大草原の小さな家』）
  4. On the Banks Of Plum Creek （邦題『プラム・クリークの土手で』）
  5. By The Shores Of Silver Lake （邦題『シルバー・レイクの岸辺で』）
  6. The Long Winter （邦題『長い冬』）
  7. Little Town on the Prairie （『大草原の小さな町』）
  8. These Happy Golden Years （邦題『この楽しき日々』）

  - irst Four Years, The 9th & Last Book in Series（Herper & Rows, 1971年）（邦題『はじめの四年間』）
- ラッセル・ホーバン
  - おやすみなさいフランシス
- ジョージ・セルダンの本の挿絵。
  - The Cricket in Times Square（1060年）（邦題『都会にきた天才コオロギ』）
  - タッカーのいなか
- ランダル ジャレル（Randall Jarrell）
  - はしれ!ショウガパンうさぎ
- B. シュヴァイツァー （Byrd Baylor Schweitzer）
  - Amigo（The Macmillan Company, 1963)（邦題『アミーゴは、ぼくのともだち』）
- ジェーン・ワーナー(Jane Werner）
  - The Giant Golden Book of Elves and Fairies（Simon and Schuster, 1951年）
- ナタリー・サベッジ カールソン（Natalie Savage Carlson）
  - The Family Under the Bridge（邦題『橋の下のこどもたち』）
- ミリアム・ノートン
  - ねずみにそだてられたこねこ
- シャーロット・ゾロトウ（Charlotte Zolotow）
  - はるになったら
  - のはらにおはながさきはじめたら
- ジョン セバスチャン（John Sebastian）
  - こぐまくんのハーモニカ
- Jan Wahl
  - Push Kitty（Harper & Row, Publishers 1968)

### 自身で文と絵を手掛けた作品
- しろいうさぎとくろいうさぎ（Harper & Rows, 1958年）
- ベンジャミンのたからもの
- ねえ ねえ あそぼ

#### しろいうさぎとくろいうさぎ
ウィリアムズが文・絵ともに作成したThe Rabbit's Wedding（邦題『しろいうさぎとくろいうさぎ』） は、白いウサギと結婚する黒いウサギの物語である。この本は異人種間の愛というテーマを連想させるために、アメリカ南部の図書館では開架から撤去されるケースもでて、論争を呼んだ。ウサギたちを二つの異なる色彩で描いたのは読者が違いをすぐに見分けられるからだとする人もいたが、一方で、白と黒のモチーフは陰陽（つまり「男と女」ただし、色と性別の組み合わせは逆転している）を示唆するものだという人もいた。
ジョナサン・グリーン（Jonathon Green）は検閲百科事典 の中でこう書いている：
1959年、Montgomery (Alabama) Public Libraryにおいて、ガース・ウィリアムズのThe Rabbit's Weddingは、イラストが黒い（buck）ウサギと白い（doe）ウサギを描いているために開架スペースから閉架書庫に移された。オーランドのある編集者は、このような異人種間結婚は洗脳的である…この本を手にとって開くとすぐ、この二匹が人種統合されている（integrated）事が分かるだろう、と述べた。モンゴメリー・ホーム・ニュースはこの本は、明らかに人格形成期のこどもに向けて書かれた人種差別撤廃論者のプロパガンダである、と付け加えた。
この論争についてウィリアムズは、「白い毛皮を持つ動物――白クマや白犬や白ウサギ――がそのような関連を持つなどとは全く意識しなかった。私はただ、白馬のとなりに黒馬を配置するのは非常に絵になると意識しただけだった。」自分の物語は大人向けのものではない、として「これはただ柔らかいフワフワした愛に関する物語であり、憎しみのメッセージは隠されていない。」と述べた。
邦題の『しろいうさぎとくろいうさぎ』は、翻訳者の松岡享子による訳題である。原題の『The Rabbit's Wedding』を『うさぎのけっこん』と訳すと結末がわかるためそうでない訳を、として新たに考え出された。

## 参考図書
- 『ガース・ウィリアムズ絵本の世界―永遠の物語大草原の小さな家』ブックグローブ社 2002年 ISBN 4938624214
アメリカ児童文学の研究者レオナード・マーカス  による略伝「ガース・ウィリアムズの芸術」とウィリアムズ本人による文章「ローラ・インガルス・ワイルダーの「大草原の小さな家」シリーズに絵を描いて」を収録。
- "Williams, Garth (Montgomery) 1912-." Something About the Author. 66:228-235.